# 室韦俄罗斯族民族乡
室韦俄罗斯族乡（俄语：Шивэ́й-Ру́сская национа́льная во́лость），是中国内蒙古自治区呼伦贝尔市额尔古纳市原有的一个乡镇级行政单位，於2011年拆分為蒙兀室韋蘇木與恩和俄羅斯族鄉。

## 行政区划
室韦俄罗斯族乡共辖以下地区：
室韦村、恩和村、平安屯村、临江屯村、水磨屯村、瓜地屯村、前沟屯村、协荣屯村、吉宝沟屯村、头道沟屯村、七卡屯村、八卡屯村、正阳屯村、向阳屯村、朝阳屯村、九卡屯村、自兴屯村、室韦农牧场村、恩和农牧场村。